# کورورو واکاس
کورورو واکاس (انگلیسی: Curro Vacas؛ زادهٔ ۲۱ نوامبر ۱۹۷۹) بازیکن فوتبال اهل اسپانیا است.
از باشگاه‌هایی که در آن بازی کرده‌است می‌توان به باشگاه فوتبال زامورا، باشگاه فوتبال اتلتیکو مادرید بی، و باشگاه فوتبال نومانسیا اشاره کرد.